# Tomás Padrón
Tomás Padrón Hernández, né le 21 octobre 1945, est un homme politique des Îles Canaries.

## Biographie
Il est ingénieur technique industriel de formation. Il a longtemps travaillé dans l'entreprise Endesa.
Il dirige le parti politique propre à l'île d'El Hierro, Agrupación Herreña Independiente (AHI), qui soutient la Coalition canarienne.
Il fut le président du Cabildo insulaire de El Hierro, de 1979 à 1991 et de 1995 à 2011. Il a également été député du  Parlement des Canaries de 1987 à 1995.
Il est à l'initiative du projet "El Hierro 100 % durable" et de la centrale hydro-éolienne d'El Hierro.

### Sources
- (es) Cet article est partiellement ou en totalité issu de l’article de Wikipédia en espagnol intitulé « Tomás Padrón » (voir la liste des auteurs).
- Corinne Moutout (texte) et Benjamin Bechet (photos), « El Hierro, l'île 100 % durable », GEO,‎ janvier 2013, p. 40-49 (ISSN 0220-8245)